# استفانو روسونی
استفانو روسونی (انگلیسی: Stefano Rossoni؛ زادهٔ ۱۴ ژانویهٔ ۱۹۹۷) بازیکن فوتبال اهل ایتالیا است.